# ユストゥス・リプシウス

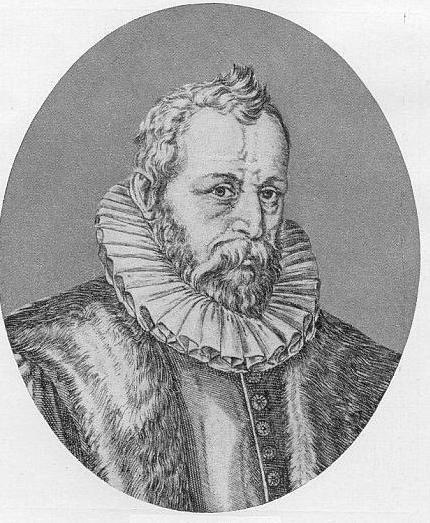
ユストゥス・リプシウス

ユストゥス・リプシウス（Justus Lipsius, 1547年10月18日 - 1606年3月23日）はフラマン人の文献学者、人文学者。古代ストア主義の再興のためにキリスト教に適合させるかたちでの著書を多く残している。なかでもよく知られているのが『恒心論』である。リプシウスのストア学に対する取り組みは同時代の多くの思想家に影響を与え、新ストア主義の興隆につながっていった。またリプシウスはイェーナ、ライデン、ルーヴェンの大学で教壇に立っていたこともある。招聘された大学の教派に合わせて宗教的変節をし、イェーナ大学時代にはルター派信者、ライデン大学時代には改革派信者、ルーヴェン大学時代にはカトリック信者であった。
理知に従った行動、自己責任、感情の抑制、争う用意を持つ理想的な市民についてのリプシウスの思想は宗教改革の嵐のなかで広く受け入れられていった。このようなリプシウスの考察は政治の分野にも取り入れられ、国家と統治組織の合理化、君主による専制支配、被支配者に対する統制、強力な軍事防衛力をもたらし、これらの理念は初期近代国家の基礎となった。

## 生涯

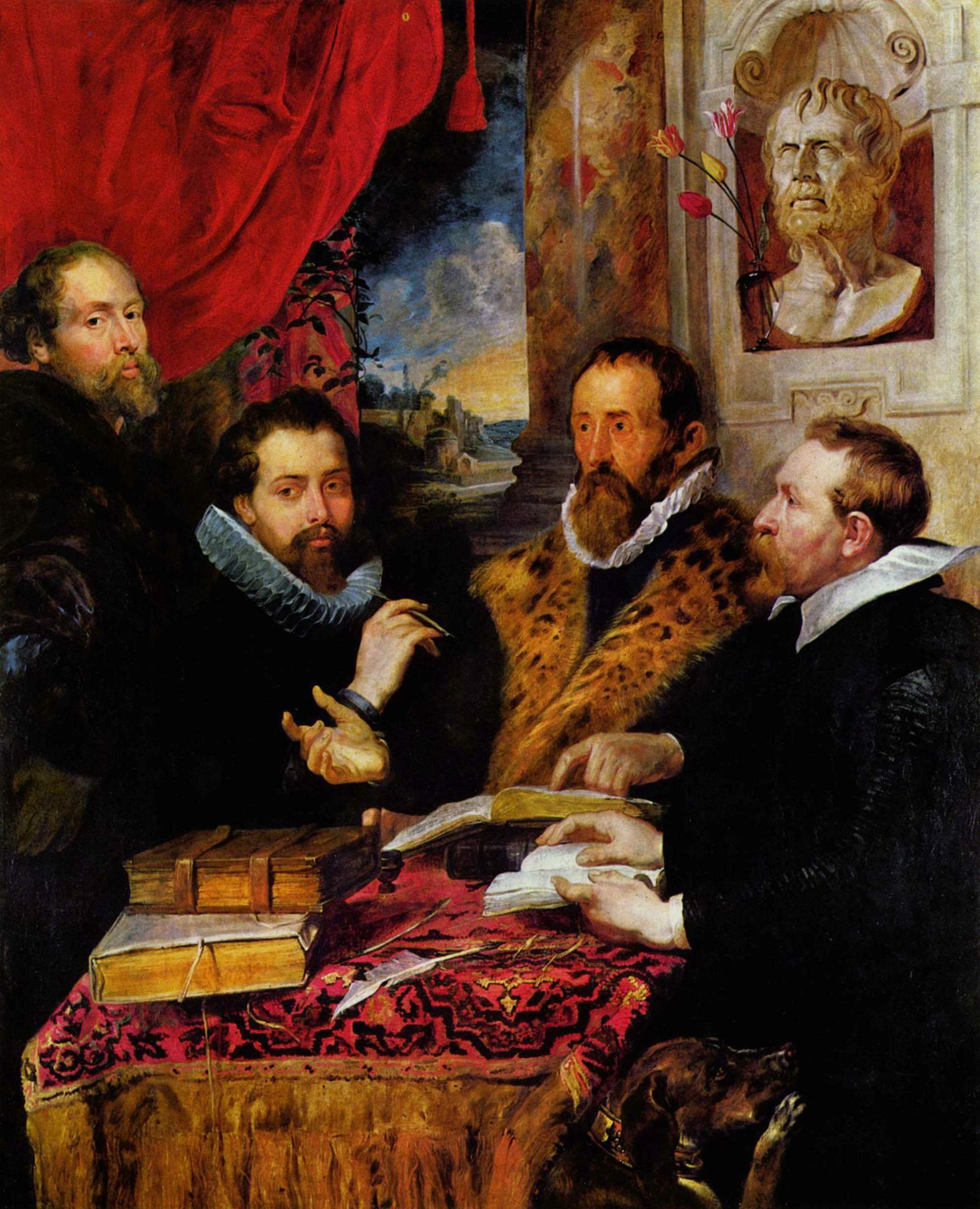
「4人の哲学者」（ピッティ美術館収蔵）
この絵を描いたピーテル・パウル・ルーベンスの兄フィリップ・ルーベンスはリプシウスの教え子である。これは1615年ころのものであるが、左からピーテル本人、フィリップ、リプシウス、ヤン・ウォウェリウスで、このほかにリプシウスの飼い犬モプスルスも描かれている。また4人のうしろの胸像はセネカであり、背景にはローマのパラティーノの丘の遺跡が描かれ、古代の影響を受けていることをうかがわせている。ルーベンスはこの絵のほかにもマントヴァ滞在時の肖像画を残しており（ヴァルラーフ＝リヒャルツ博物館所蔵）、この絵にもリプシウスが描かれている。

リプシウスはブラバント公国のオーフェルエイセで生まれる。両親はまだ幼いリプシウスをケルンのイエズス会の修道院に入れたが、リプシウスがイエズス会に入ることを懸念し、16歳のときに修道院を離れさせてルーヴェン大学に入学させた。
1567年の著書 Variarum Lectionum Libri Tres は枢機卿グランヴェルに奉られ、これによりラテン語秘書官の任を受けることとなる。またグランヴェルに随行してローマを訪れる。リプシウスはローマで2年間を過ごし、空いた時間を古典ラテン語の研究や碑文の収集、バチカン図書館の写本の解読にあてていた。1575年、ローマから戻ったリプシウスは多岐にわたる分野に対する批評をまとめた Antiquarum Lectionum Libri Quinque を著す。この書は8年前の著書での Variae Lectiones と対照させたもので、前著では推測による校訂を行っていたが、この書では照合による校訂に踏み込んでいた。
1570年、リプシウスはブルゴーニュ、ドイツ、オーストリア、ボヘミアを周遊し、このさいにイェーナ大学から1年以上の期間で教員として招聘された。同大学で教員に就くということはルーテル教会に従うということを意味する。ルーヴェンへの帰途でケルンに立ち寄ることがあったが、そこでリプシウスはカトリック教徒として振るまわらなければならなかった。
その後リプシウスはルーヴェンに戻るが、八十年戦争の戦禍から逃れるためにアントウェルペンを経由して北ネーデルラントに写ることになる。1579年に逃れた先の北ネーデルラントで、新設されたばかりのライデン大学から歴史学の教授として招かれた。
リプシウスはライデンでカルヴァン主義者として11年間を過ごし、その11年間はリプシウスにとってもっとも成果を挙げた時間であった。リプシウスはセネカやタキトゥスの校訂に取り掛かり、このほかにも数多くの著書・論文を書き上げている。リプシウスの成果は純学問を扱うものであったり、古典著者の集積であったり、あるいは一般的な関心を扱うものであったりした。一般的関心を扱うものの例としては政治についての論文（Politicorum Libri Sex, 1589年）があり、このなかでリプシウスは、すでに国が寛容を言明していた国の公立大学の教員であるにもかかわらず、アルバ公やフェリペ2世の国家信条から外れた論を述べていなかった。またリプシウスは、統治機構は宗派をただ1つのみ認め、これに対する反対は武力で排除するものだと述べている。このリプシウスの言明に対しては非難が浴びせられたが、ライデン大学はリプシウスを擁護し、またリプシウスに対して声明を発表するよう促した。リプシウスはこのとき発表した声明で Ure, seca（焼き刻む）という表現を用いているが、これは積極的治療を指す言葉である。
1590年の春、スパでの湯治を口実にライデン大学を去ったリプシウスはマインツに向かい、そこでローマ・カトリック教会と和解する。このできごとはカトリック世界の関心を大いに集め、とくにイタリア、オーストリア、スペインの王宮や大学からはリプシウスを招き寄せようとする動きが起こった。ところがリプシウスは母国にとどまることを選び、ルーヴェンに居を定めて Collegium Buslidianum でラテン語の教授となった。
リプシウスは教壇に立つということを求められておらず、スペイン王フェリペ2世の枢密顧問官、史料編纂者に任じられたことでわずかな俸給の足しにしていた。リプシウスは以前と同じように論文の発表を続けており、そのおもなものとして De militia romana（1595年）や Lovanium（1605年）があった。これらの書はブラバントの全般的な歴史の入門書として作られたものであった。
リプシウスはルーヴェンで永眠する。のちにブリュッセルのエッテルベークにあるウェト通り / ロワ通り近くの通りにリプシウスの名前がつけられた。1990年代になると欧州連合理事会の新しいビルの建設がこの通りの上で着手されたが、リプシウスに対する敬意は残されており、その建物にユストゥス・リプシウスの名前が付けられた。

## 著作
- Politicorum sive Civilis Doctrinae Libri Sex (Leiden: Plantijn, 1589)
- De Constantia Libri Duo, Qui alloquium praecipue continent in Publicis malis (Antwerpen: Plantijn, 1584)
- Manuductionis ad Stoicam Philosophiam Libri Tres, L. Annaeo Senecae, aliisque scriptoribus illustrandis (Antwerpen: Plaintijn-Moretus, 1604)
- Annaei Senecae Philosophi Opera, Quae Exstant Omnia, A Iusto Lipsio emendata, et Scholiis illustrata (Antwerpen: Plantijn-Moretus, 1605)

## ユーロ記念硬貨
リプシウスはその功績から、2006年にベルギーで鋳造された10ユーロ記念硬貨のモチーフとして描かれた。硬貨の裏面にリプシウスの肖像とその生没年 (1547 - 1606) が刻まれた。